# Leptochiton
Genre
Leptochiton est un genre de plantes sud-américaines de la famille des Amaryllis ,.
Il existe 2 espèces connues, originaires de l' Équateur et du Pérou:
- Leptochiton helianthus (Ravenna) Gereau & Meerow - Pérou ( Cajamarca )
- Leptochiton quitoensis (Herb. ) Sealy - Equateur ( Guayas, Loja ), Pérou